# Cirié-Pian della Mussa
Cirié-Pian della Mussa est une course cycliste italienne disputée au mois de juillet dans la ville métropolitaine de Turin, au Piémont. Créée en 1958, cette épreuve est destinée aux grimpeurs. Elle débute à Cirié et se termine par la montée de Pian della Mussa (it), à 1 850 mètres d'altitude,. 
Anciennement ouverte aux élites amateurs, cette course est actuellement réservée aux juniors (moins de 19 ans). Des cyclistes réputés comme Wladimiro Panizza ou Stefano Garzelli s'y sont imposés par le passé.